# 真壁駅
真壁駅（まかべえき）は、茨城県真壁郡真壁町（現・桜川市）古城にあった、筑波鉄道筑波線の駅（廃駅）である。筑波線の廃線に伴い1987年（昭和62年）に廃止された。

## 歴史
- 1918年（大正7年）
  - 4月7日：筑波鉄道 (初代)の駅として開業[2]。ただし車両不足のため当駅を含む筑波 - 岩瀬間は休止状態だった[2]。
  - 6月7日：筑波 - 当駅間が営業開始[4]。
  - 9月7日：当駅 - 岩瀬間が営業開始[5]。
- 1919年（大正8年）6月30日：撤廃した岩瀬駅の機関庫を移転する形で、当駅に機関庫を設置[1]。
- 1945年（昭和20年）3月20日：会社合併に伴い、常総筑波鉄道筑波線の駅となる[3]。
- 1965年（昭和40年）6月1日：会社合併に伴い、関東鉄道の駅となる[6]。
- 1979年（昭和54年）4月1日：事業譲渡に伴い、筑波鉄道の駅となる[6]。
- 1981年（昭和56年）8月12日：貨物営業を廃止。
- 1987年（昭和62年）4月1日：廃止[3]。

## 駅構造
- 単式ホーム1面1線と島式ホーム1面2線、計2面3線（乗降可能は2線、外1線は留置線）の地上駅だった。駅本屋は西側の下りホーム（岩瀬方面）上にあった[1]。
- 夜間留置の設定駅だった。
- 駅本屋南側に貨物ホームがあり、貨物側線は土浦方で本線に合流していた[1]。
- 終日駅員が配置されており、有人駅だった[1]。

## 利用状況
1978年（昭和53年）の乗降客数は1日平均1,064人で、土浦・東京への買い物客や、茨城県立真壁高等学校への通学客が多かった。

## 駅周辺
- 真壁町役場（現・桜川市真壁庁舎）
- 真壁郵便局
- 真壁町民体育館
- 茨城県立真壁高等学校
- 真壁城跡

## バス路線
「真壁駅」の名は鉄道廃止後もバス停留所名として残っていた。
岩瀬・真壁急行バスがつくばセンター方面や岩瀬駅方面へ、一般路線バスが筑波山口、土浦駅、岩瀬駅、下館駅、下妻駅方面へ発着していたが、2008年（平成20年）4月1日より数本の土浦駅方面のみとなり鉄道廃線以来初めてJR水戸線方面への連絡がなくなり、他路線・他交通機関との結節を持たない盲腸線終点となった。バス案内所はない。
2011年（平成23年）3月限りで真壁駅と筑波山口を結ぶバスが全廃され、真壁駅を経由する路線バスは消滅。駅前広場は介護施設に転用されている。その後2017年（平成27年）より桜川市・つくば市間広域連携バスが運転を開始したが、かつての真壁駅バス停へは乗り入れない。

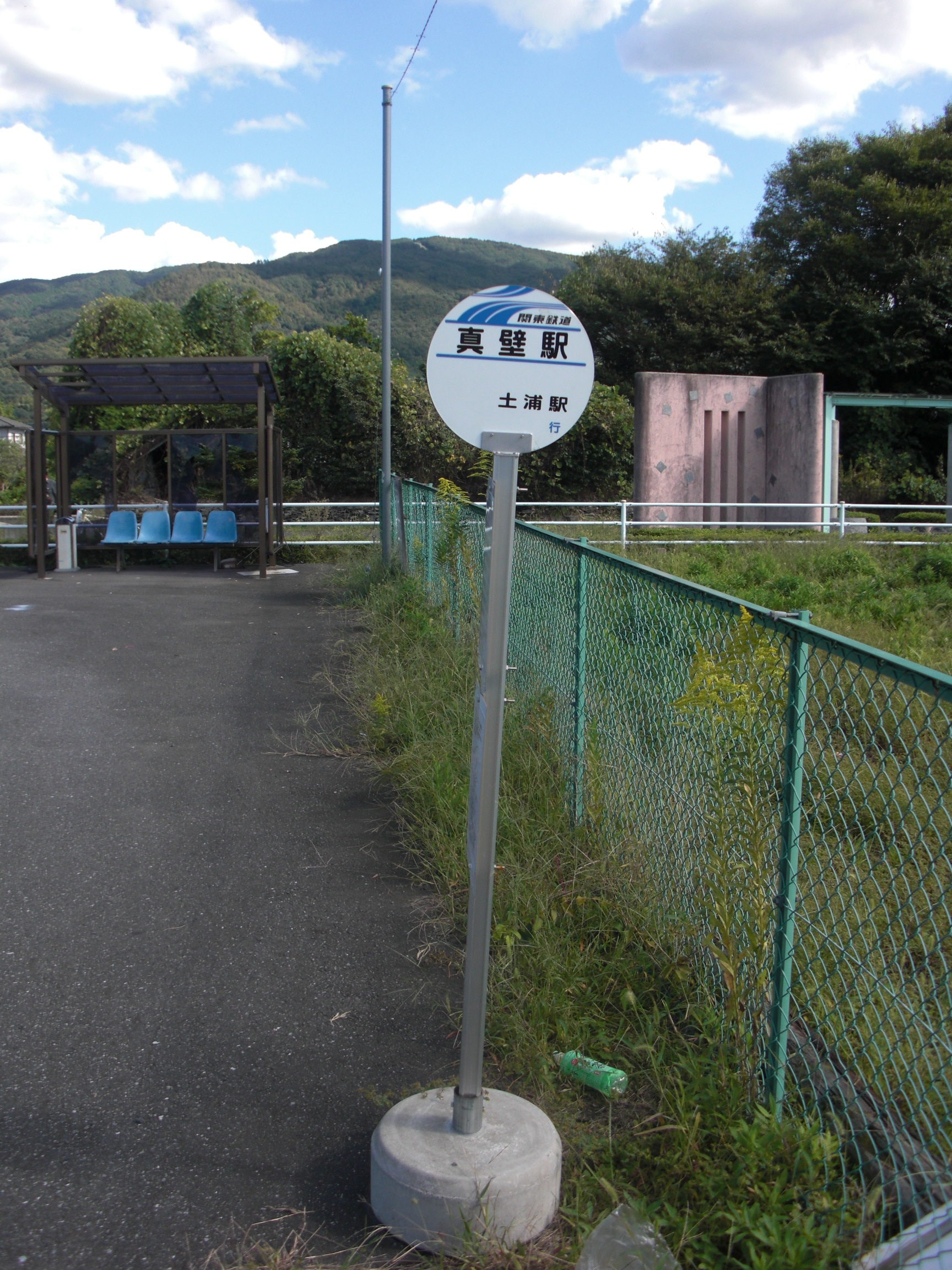
真壁駅バス停留所（現在は廃止）
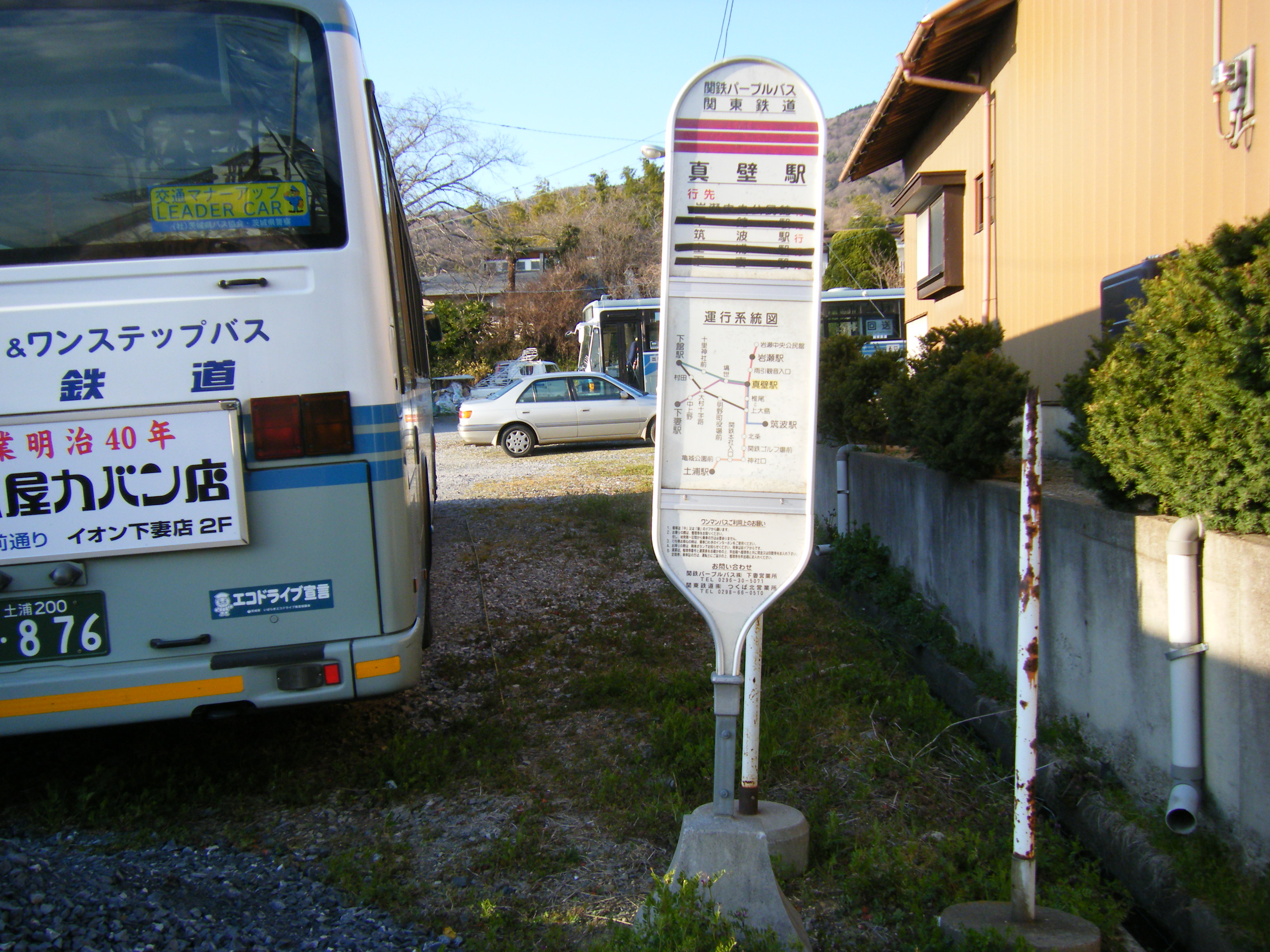
真壁駅停留所で使われていたバス停留所標識柱の廃品

### 過去の路線
- 関鉄グリーンバス

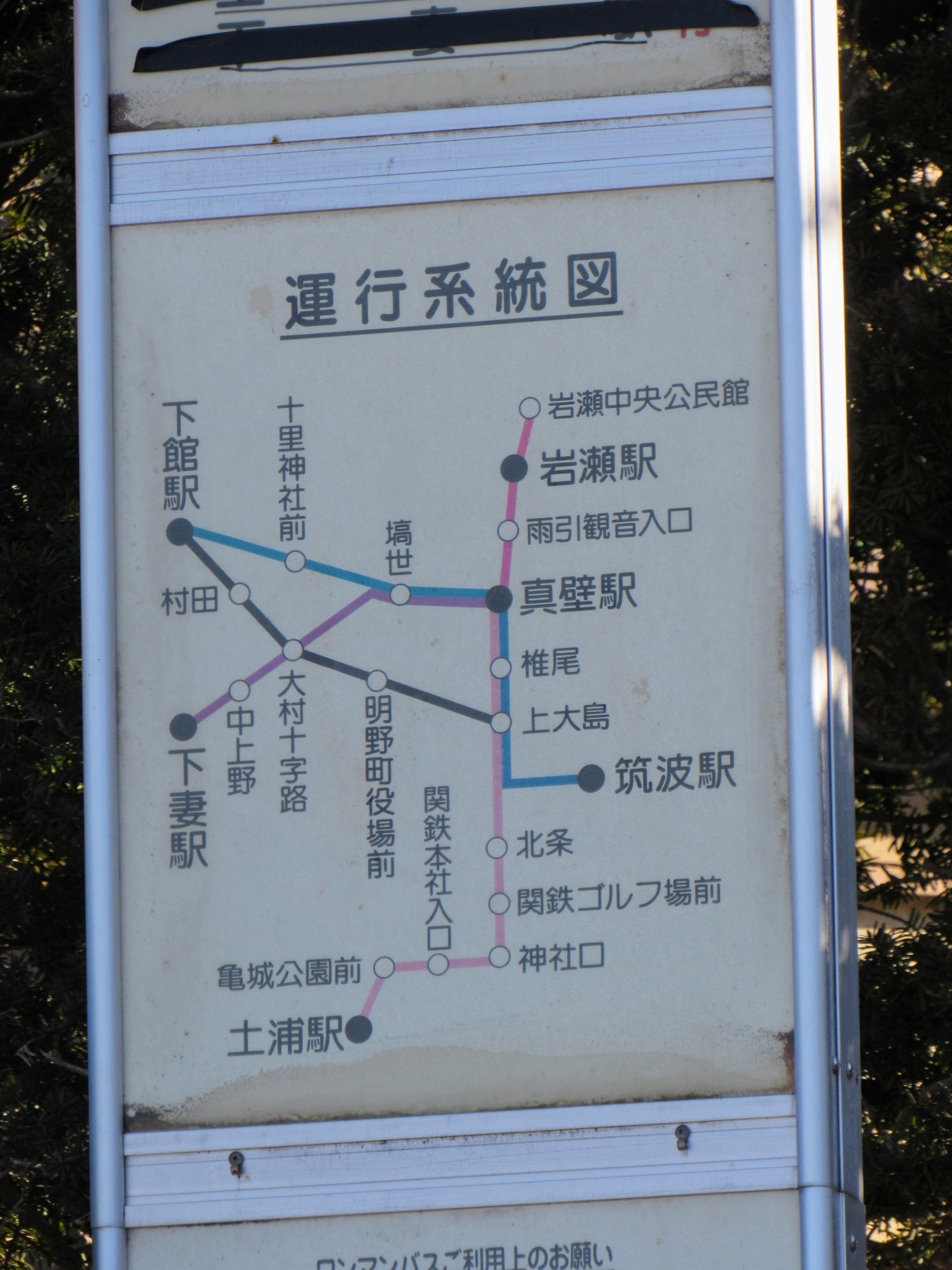
運行系統図

  - 岩瀬・真壁急行バス：つくばセンター行き - 2007年4月1日廃止。
- 関鉄パープルバス
  - 下妻駅行き - 2007年（平成19年）10月1日廃止
  - 下館駅行き - 2008年4月1日廃止。
- 関東鉄道
  - 筑波山口行き/岩瀬中央公民館行き - 2008年4月1日廃止。
  - 土浦駅行き - 2011年4月1日廃止

## 現状
駅舎・待合室等は撤去されたものの、構内はつくば霞ヶ浦りんりんロード真壁休憩所として整備され、ホームには営業当時からあった桜の木々がそのまま保存されている。

## 隣の駅
筑波鉄道
筑波線
常陸桃山駅 - 真壁駅 - 樺穂駅